# Rinnō-ji
Rinnō-ji (輪王寺?) es un complejo de quince templos budistas de la secta Tendaishū, ubicados en la ciudad de Nikkō, prefectura de Tochigi, Japón. Se sitúa dentro del parque nacional de Nikkō, al pie del monte Nantai. Fue creado en 766 por el monje budista Shōdō. Por su ubicación remota en las montañas, es un lugar atractivo para los monjes budistas que buscan la soledad. 
Entre las principales edificaciones se encuentra el Sanbutsudō (三仏堂?) o Salón de los Tres Budas, en donde se encuentran tres estatuas laminadas en oro de Amida, Senjūkannon (Kannon de los mil brazos) y Batōkannon (Kannon con cabeza de caballo). En otro edificio, se ubica una extraña estatua de Amida montando una grulla gigante.
El templo también administra el Taiyū-in Reibyō (大猷院霊廟?) que es el mausoleo de Tokugawa Iemitsu, tercer shogun Tokugawa. Junto con el santuario Futarasan y Nikkō Tōshō-gū, forma parte de los Santuarios y templos de Nikkō, considerados como Patrimonio de la Humanidad por la Unesco en 1999.